# Acritus blackburni
Acritus blackburni är en skalbaggsart som beskrevs av Yves Gomy 1984. Acritus blackburni ingår i släktet Acritus och familjen stumpbaggar. Inga underarter finns listade i Catalogue of Life.